# Rhipha marginata
Rhipha marginata är en fjärilsart som beskrevs av Rothschild 1909. Rhipha marginata ingår i släktet Rhipha och familjen björnspinnare. Inga underarter finns listade.